# Vins-sur-Caramy
Vins-sur-Caramy é uma comuna francesa na região administrativa da Provença-Alpes-Costa Azul, no departamento de Var. Estende-se por uma área de 16,3 km². Em 2010 a comuna tinha 1 004 habitantes (densidade: 61,6 hab./km²).